# Robert Reyman
Robert Kazimierz Reyman (ur. 5 listopada 1875 w Winnikach, zm. 1944 w Warszawie) – generał brygady Wojska Polskiego.

## Życiorys

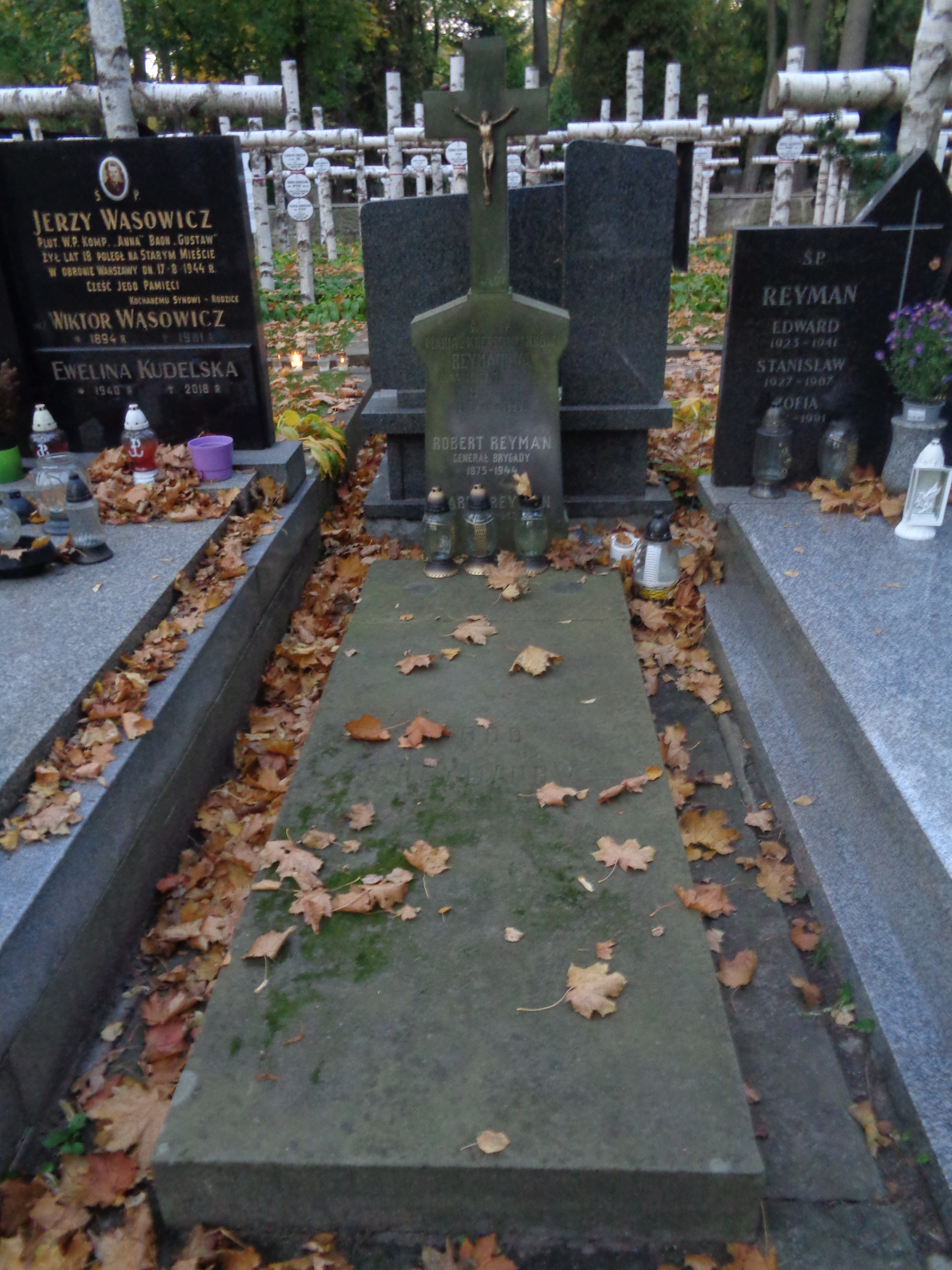
Grób Roberta Reymana na Cmentarzu Wojskowym ba Powązkach

Robert Reyman urodził się 5 listopada 1875 roku w Winnikach, w powiecie lwowskim ówczesnego Królestwa Galicji i Lodomerii. Był wujkiem stryjecznym Henryka Reymana – piłkarza Wisły Kraków. Kształcił się w Szkole Realnej, a później w Szkole Kadetów Piechoty w Łobzowie. Od 1895 roku pełnił zawodową służbę wojskową w cesarskiej i królewskiej armii. Kapitan z 1910 roku. W latach późniejszych ukończył w Wiedniu kurs oficerów intendentury i w tej specjalności pełnił dalszą służbę. Podpułkownik z 1917 roku.
W styczniu 1919 roku został przyjęty do Wojska Polskiego z byłej armii austro-węgierskiej i przydzielony do Departamentu Gospodarczego Ministerstwa Spraw Wojskowych. 20 września 1920 roku został zatwierdzony z dniem 1 kwietnia 1920 roku w stopniu pułkownika intendenta, w grupie oficerów byłej armii austriacko-węgierskiej. W październiku 1921 roku został mianowany pułkownikiem Korpusu Kontrolerów Wojskowych.
3 maja 1922 roku został zweryfikowany stopniu pułkownika ze starszeństwem z dniem 1 czerwca 1919 roku i 8. lokatą w korpusie oficerów kontrolerów. W latach 1921–1927 pełnił służbę w Korpusie Kontrolerów na stanowisku szefa Grupy V, a następnie Grupy III. 1 grudnia 1924 roku awansował na generała brygady ze starszeństwem z dniem 15 sierpnia 1924 roku i 29. lokatą w korpusie generałów. Z dniem 1 kwietnia 1927 roku został mu udzielony dwumiesięczny urlop, a z dniem 31 maja tego roku przeniesiony został w stan spoczynku. Osiadł w Warszawie, gdzie zginął podczas powstania warszawskiego, od ostrzału artylerii niemieckiej. Został pochowany na cmentarzu Wojskowym na Powązkach (kwatera A 20-8-5).

## Ordery i odznaczenia
- Krzyż Komandorski Orderu Odrodzenia Polski
- Złoty Krzyż Zasługi (29 kwietnia 1925)[1][11]